# The Collection (película de 2013)
The Collection (La Colección en España) es una película estadounidense de acción, terror y thriller de 2012 , una secuela de la película de 2009, The Collector . La película está protagonizada por Emma Fitzpatrick, Christopher McDonald , Lee Tergesen , y Josh Stewart , que repite su papel de la primera película como Arkin O'Brien. Está escrito por Marcus Dunstan y Patrick Melton , dirigida por Dunstan, y fue lanzada el 30 de noviembre de 2012.

## Argumento
La adolescente Elena Peters es llevada por sus amigos, Mitsy y Josh, a una fiesta en un lugar secreto. Luego de ver a su novio besándose con otra mujer, Elena se retira de la pista de baile y llega a una habitación solitaria donde encuentra un gran baúl rojo. Llevada por la curiosidad, lo abre y se encuentra con Arkin, anterior víctima del coleccionista, quien logró sobrevivir pero que se encuentra gravemente herido. Arkin agarra a Elena y ambos esquivan una lanza de acero que se dispara del muro, lo que inicia una serie de trampas mortales. En primer lugar, una cosechadora grande, corta a través de la pista de baile, triturando a cientos de personas. Mientras tanto, una chica asustada pisa un cable trampa, haciendo que espadas delgadas sean arrojadas fuera de un pasillo, golpeando a la gente en el pecho y el cuello. Por último, una pequeña habitación es cerrada con dos barreras de acero, entonces el techo desciende por completo sobre las últimas víctimas, incluyendo a Mitsy, siendo aplastados lentamente hasta la muerte mientras Elena los mira con horror. El coleccionista rápidamente encuentra y captura a Elena, mientras que Arkin escapa tomando el cuerpo de Brian como un escudo de protección y salta de una ventana alta, aterrizando en un coche y rompiéndose el brazo en el proceso.
En el hospital, Arkin es arrestado por la policía y puesto bajo vigilancia constante debido a sus antecedentes penales. Después de sufrir pesadillas de su tortura con el coleccionista, es abordado por Lucello, la mano derecha del padre rico de Elena. Lucello ha contratado a un equipo de mercenarios para cazar al coleccionista y salvar a Elena antes de que ella sea asesinada. Lucello entonces le dice a Arkin que si les lleva a la guarida del coleccionista, él le salvará de sus antecedentes penales. Él es capaz de conducir al grupo de mercenarios a la base del coleccionista, el abandonado hotel Sargento, en una parte vacía y desolada de la ciudad. Cuando el coleccionista se va, Elena se las arregla para agarrar el picaporte y escapar de su interior. Al llegar al hotel, Arkin se niega a entrar, por lo que Lucello le obliga apuntándole con una pistola para que los guie a través del interior. El coleccionista vuelve a entrar en la habitación y se da cuenta de que Elena escapó, por lo que libera varias tarántulas, esperando que estas revelen su ubicación. Sin embargo, Elena es capaz de escapar, mientras que el coleccionista se distrae con las alarmas de vigilancia activadas por el equipo de mercenarios.
Al entrar en el hotel, el equipo es atacado por varias personas salvajes que el coleccionista había capturado y enloquecidos con drogas (incluyendo el hombre que Elena había visto encadenado anteriormente), lo que obliga al equipo a dispararles. Arkin aprovecha la oportunidad para escapar de Lucello. En este punto, en la película se forman tres grupos: Elena tratando de encontrar una salida, Arkin tratando de escapar, y el equipo de mercenarios liderados por Lucello tratando de encontrar a Elena. Al recorrer el hotel, los tres encuentran seres humanos vivos siendo experimentados y partes del cuerpo humano reorganizadas en forma parecida a los insectos; los cuerpos recientemente rehechos son exhibidos en vitrinas. Arkin escapa por poco del coleccionista en una habitación con una luz intermitente, pero es incapaz de encontrar una salida. Los miembros del equipo de mercenarios son asesinados o capturados uno por uno. Elena encuentra una sala llena de maquillaje y una prisionera llamada Abby, que dice ser la "favorita" del Coleccionista, quien se resiste a romper sus reglas. Cuando Abby se da cuenta de que Elena está ajustando su audífono ella entra en pánico, afirmando que Elena no es lo suficientemente fuerte para la colección y que ella no iba a escapar. Elena y Abby se separan cuando el coleccionista los encuentra.
Una vez sucedido esto, el coleccionista asesina a Abby, a Lucello y a una mercenaria, dejando vivos a Elena y Arkin.
Finalmente, después de los eventos ocurridos y ya Elena siendo rescatada por la policía, Arkin va en busca de la identidad del coleccionista todavía vivo para después encerrarlo en un baúl.

## Reparto
- Josh Stewart como Arkin O'Brien.
- Emma Fitzpatrick como Elena Peters.
- Courtney Lauren Cumming como Elena de 9 años.
- Christopher McDonald como Mr. Peters
- Lee Tergesen como Lucello.
- Randall Archer como El Coleccionista.
- Shannon Kane como Paz.
- Andre Royo como Wally.
- Tim Griffin como Dre.
- William Peltz como Brian.
- Erin Way como Abby.
- Eaddy Mays como Lynne.
- Brandon Molale como Lin.
- Justin Mortelliti as Zack.
- Navi Rawat como Lisa.
- Johanna Braddy como Missy Solomon.
- Michael Nardelli como Josh Solomon.
- Daniel Sharman como Basil.

## Recepción

### Recepción de la crítica
La película ha recibido críticas mixtas a negativas de los críticos, que actualmente posee una calificación de 36 en Metacritic , basado en 15 opiniones, indicando la recepción de "generalmente desfavorable", así como una calificación de 37% en Rotten Tomatoes basado en 46 opiniones con el consenso que dice: "The Collection se expande en el mundo de su predecesor, ofreciendo emociones más macabras y un humor retorcido, es decir, algo que divierte a los amantes del género, pero que es potencialmente desagradable para otro tipo de persona.

### Taquilla
En su primer fin de semana, The Collection recaudó $ 3.104.269 a través de 1.403 salas de cine, unos 500.000 menos que el primer fin de semana de la primera película. Terminando con un total de 6,8 millones de dólares, la primera película hizo $ 7.700.000.

## Secuela
El 2 de mayo de 2019, Josh Stewart anunció que habrá una tercera entrega, titulada The Collected.